# Église Saint-Rémy de Saint-Rémy-en-Comté
Pour les articles homonymes, voir Église Saint-Rémi.
L’église Saint-Rémy est une église de style Classique du XVIIIe siècle, de Saint-Rémy-en-Comté, en Haute-Saône en Bourgogne-Franche-Comté.

## Historique
Elle est dédiée à l'évêque Saint Remi de Reims (qui convertit au Catholicisme et sacre le premier roi de France Mérovingiens Clovis Ier, et 3000 guerriers francs de son armée des Invasions "barbares", à la Basilique Saint-Remi de Reims vers 500). 

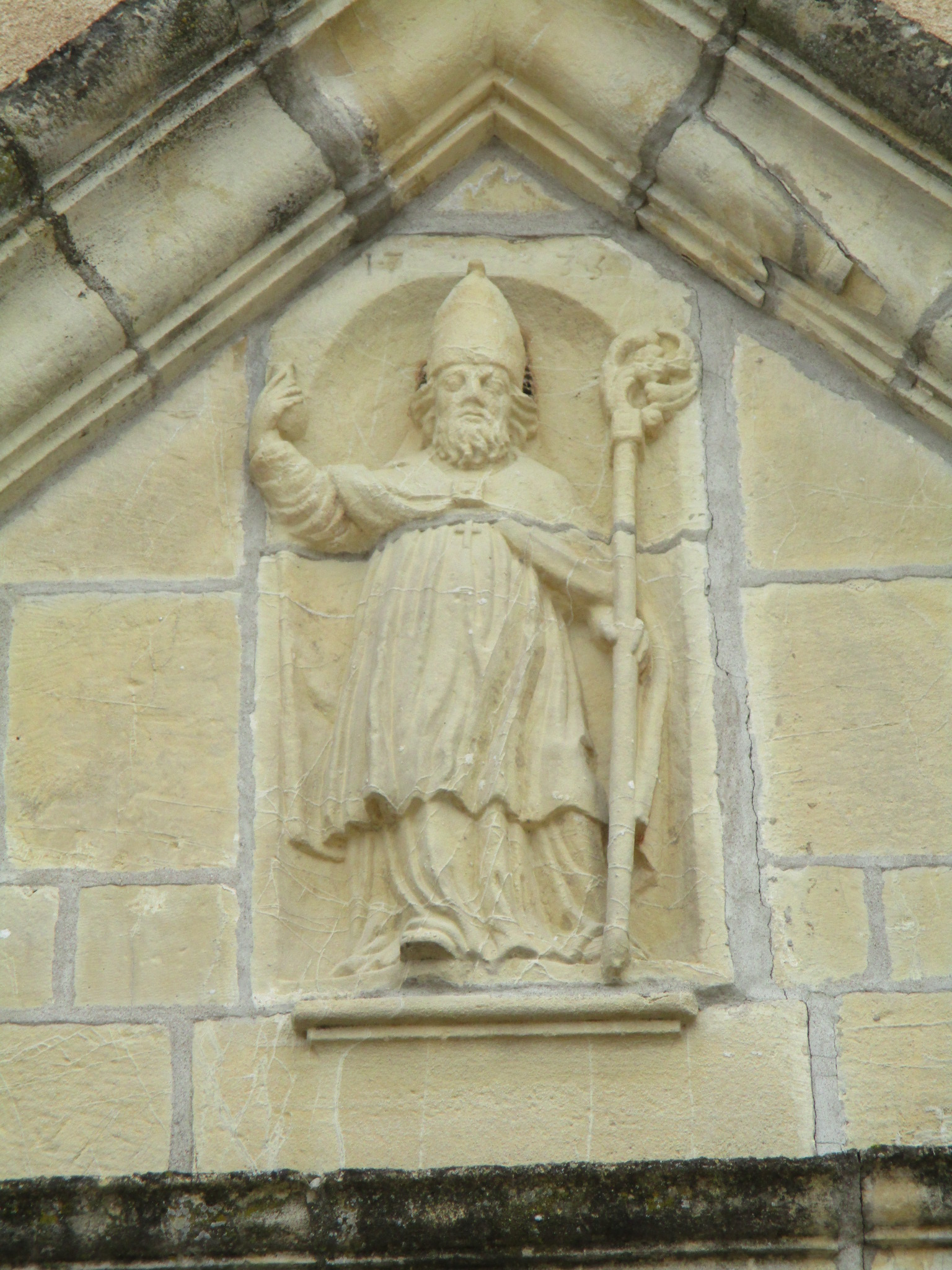
Saint Remi de Reims
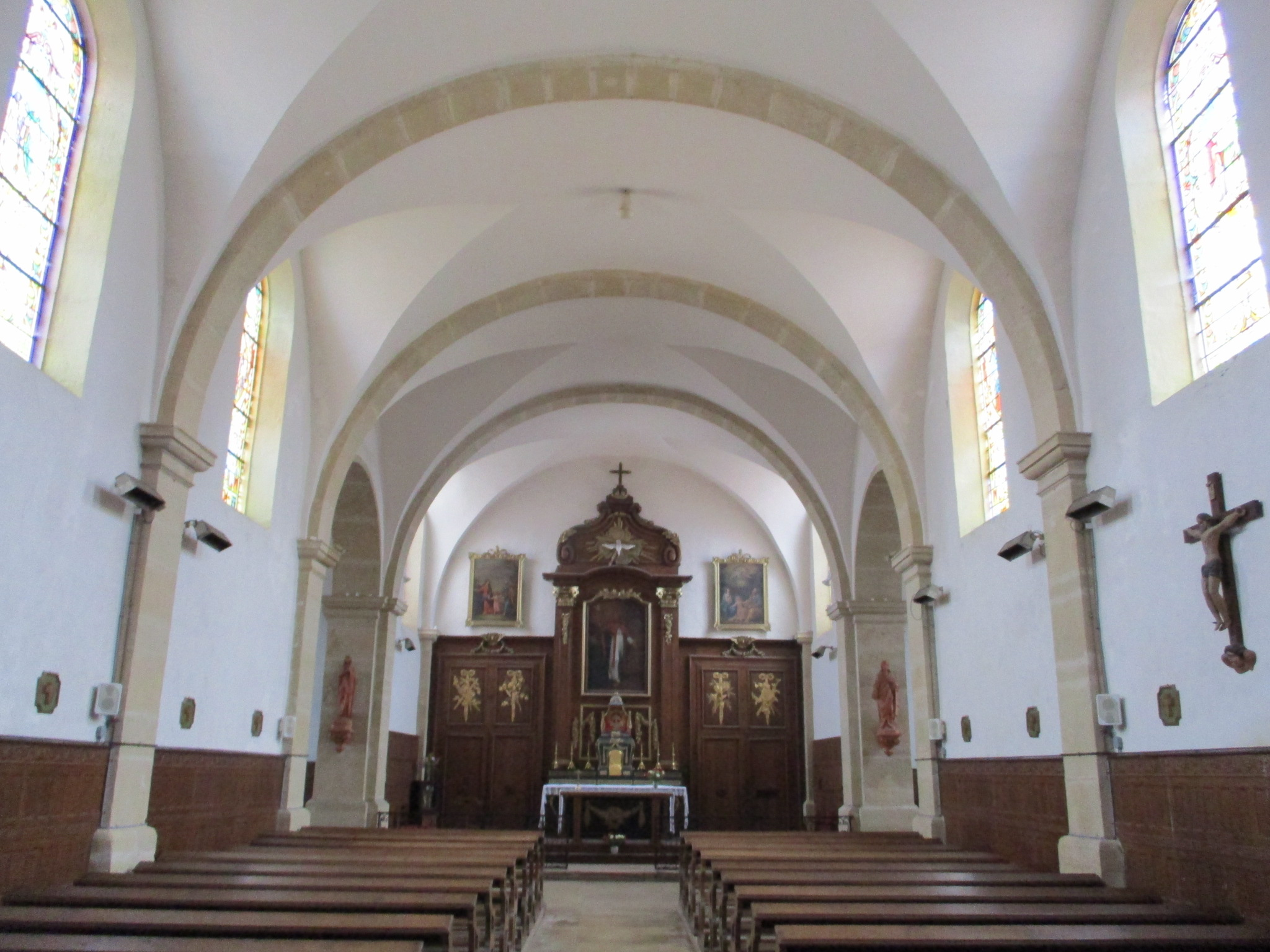
Nef et chœur
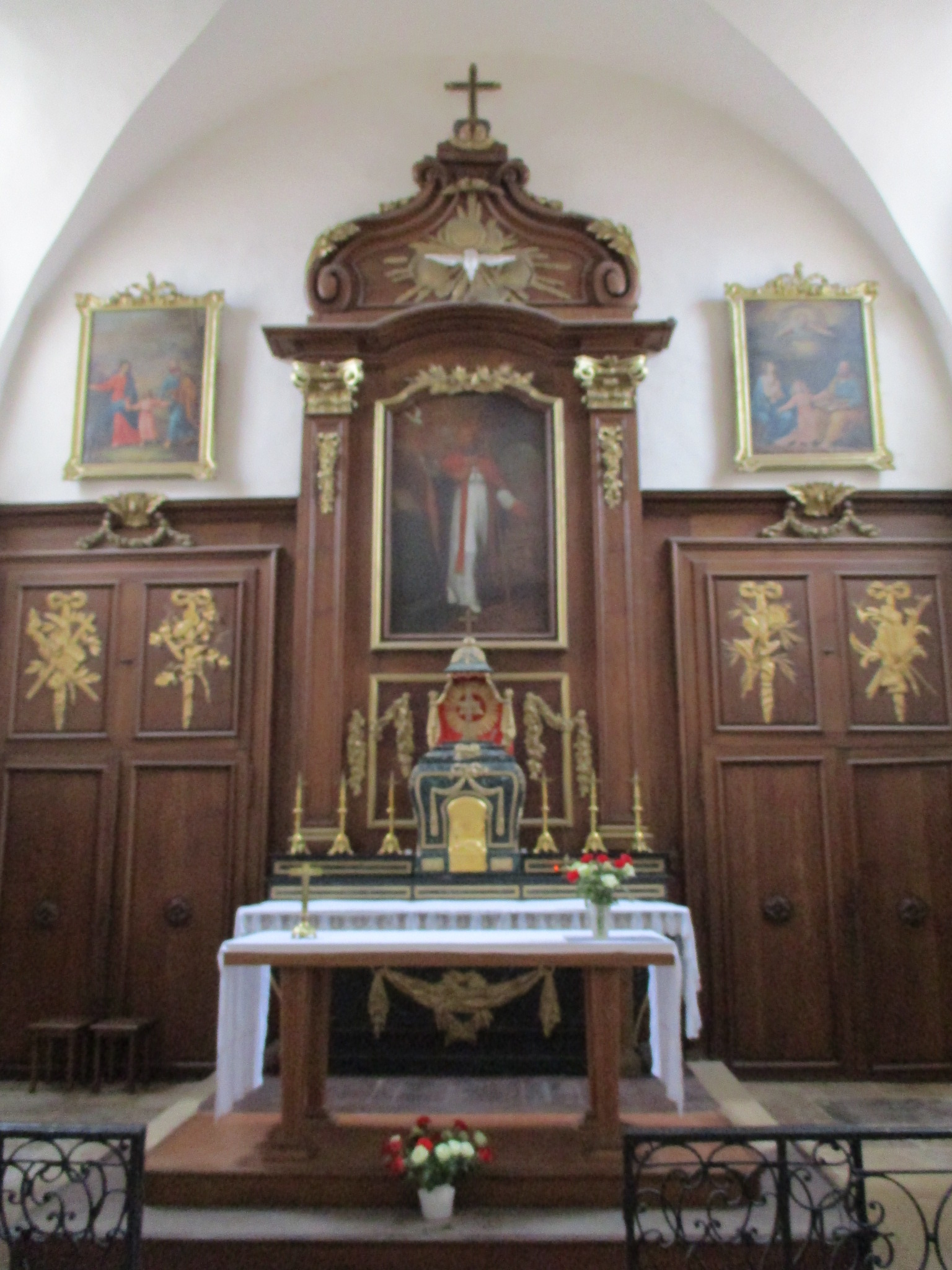
Autel
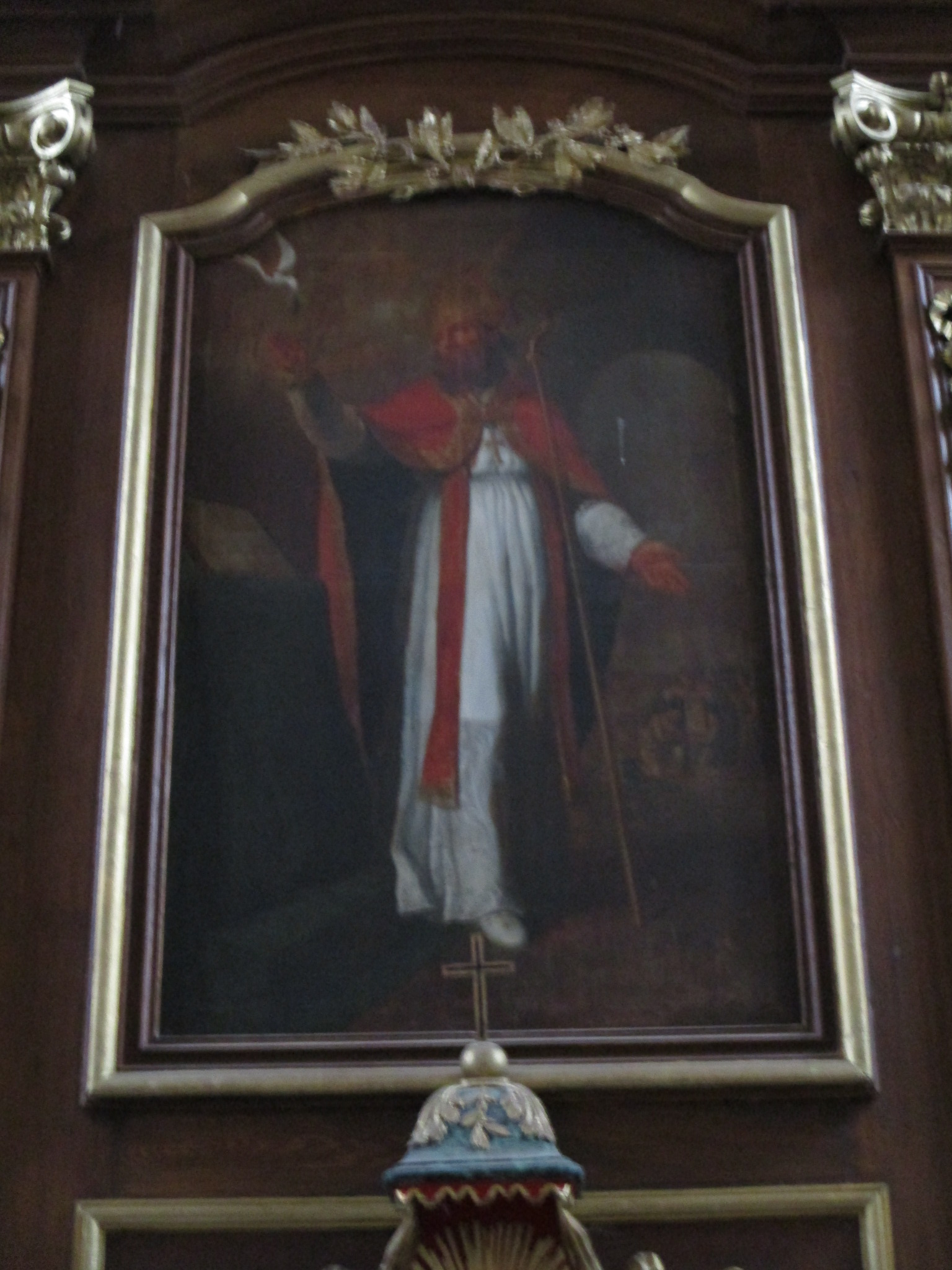
Saint Remi de Reims
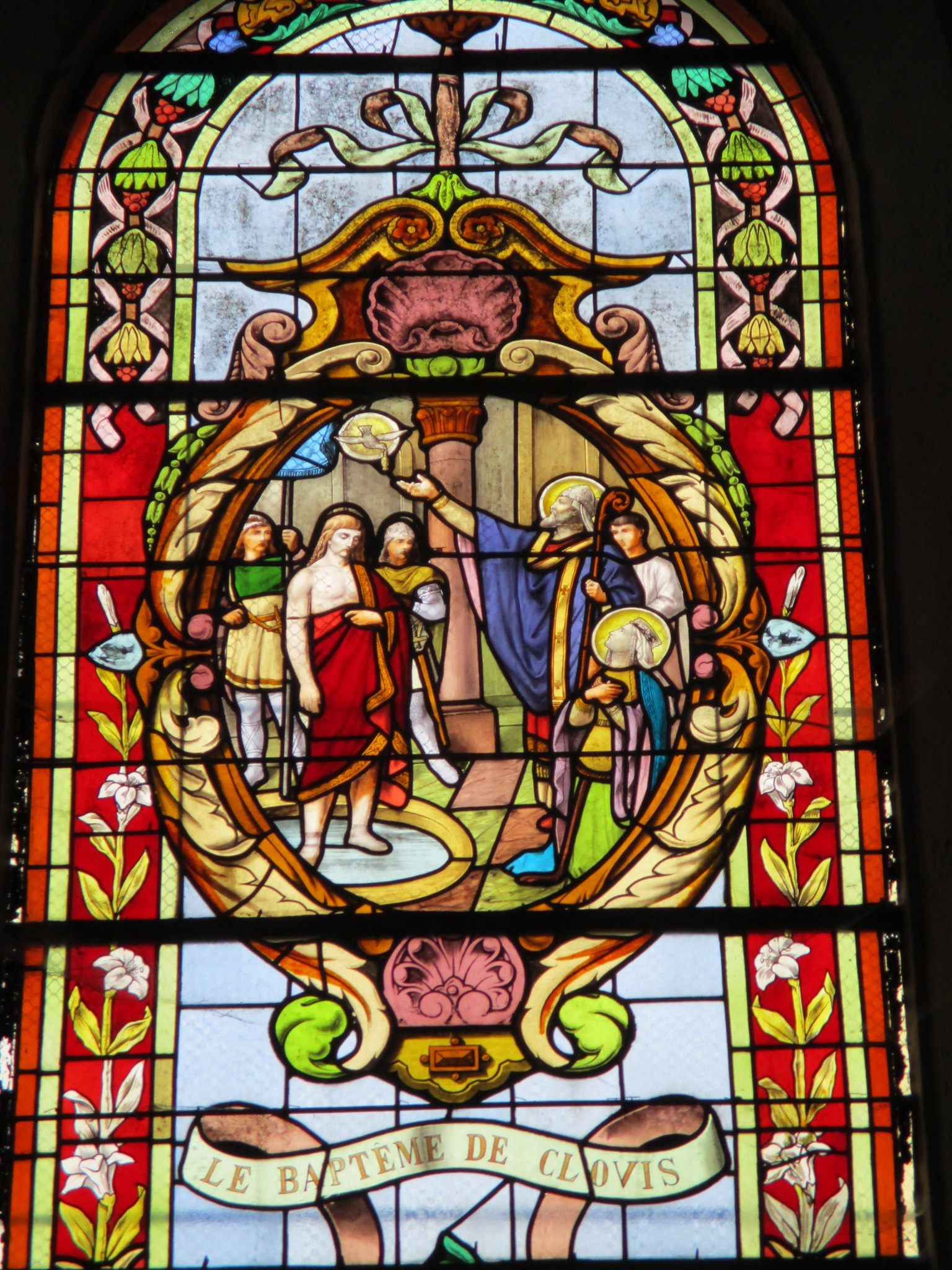
Le baptême de Clovis Ier

L'édifice est décoré d'une série de sept vitraux remarquables, et de quelques éléments du mobiliers, boiserie, et ferronnerie, Art chrétien..., en partie classés aux monuments historiques.

Vitraux
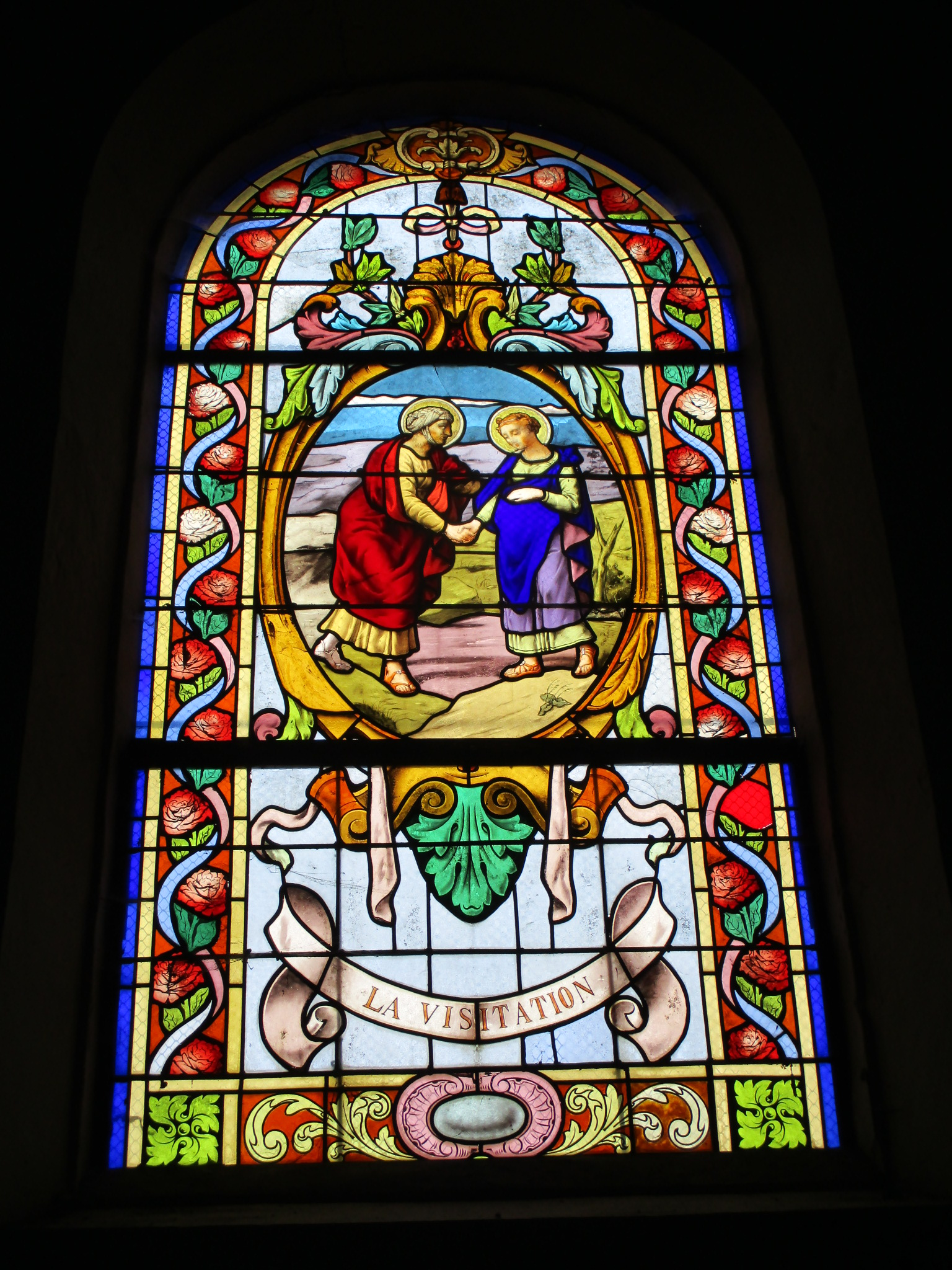
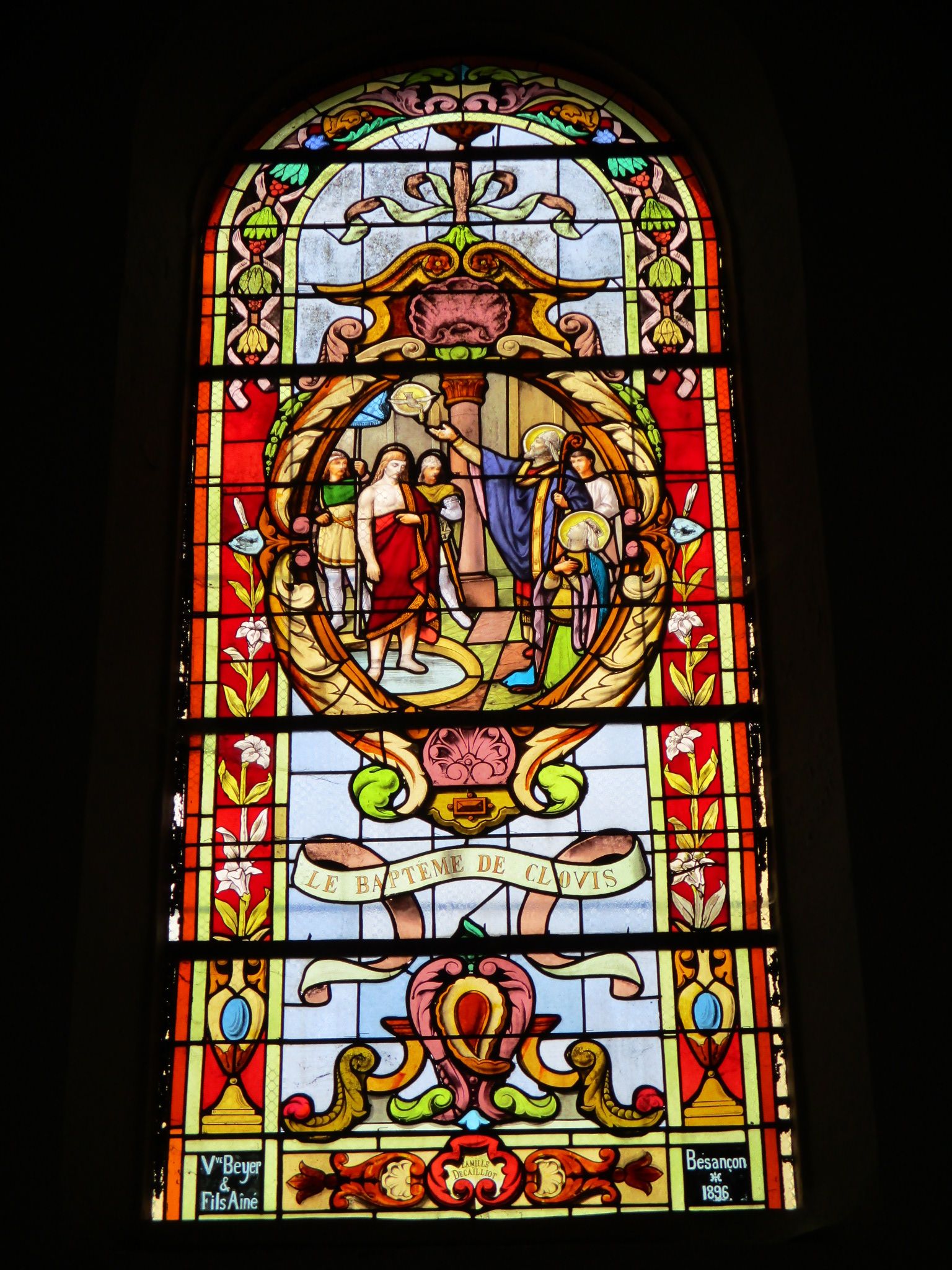
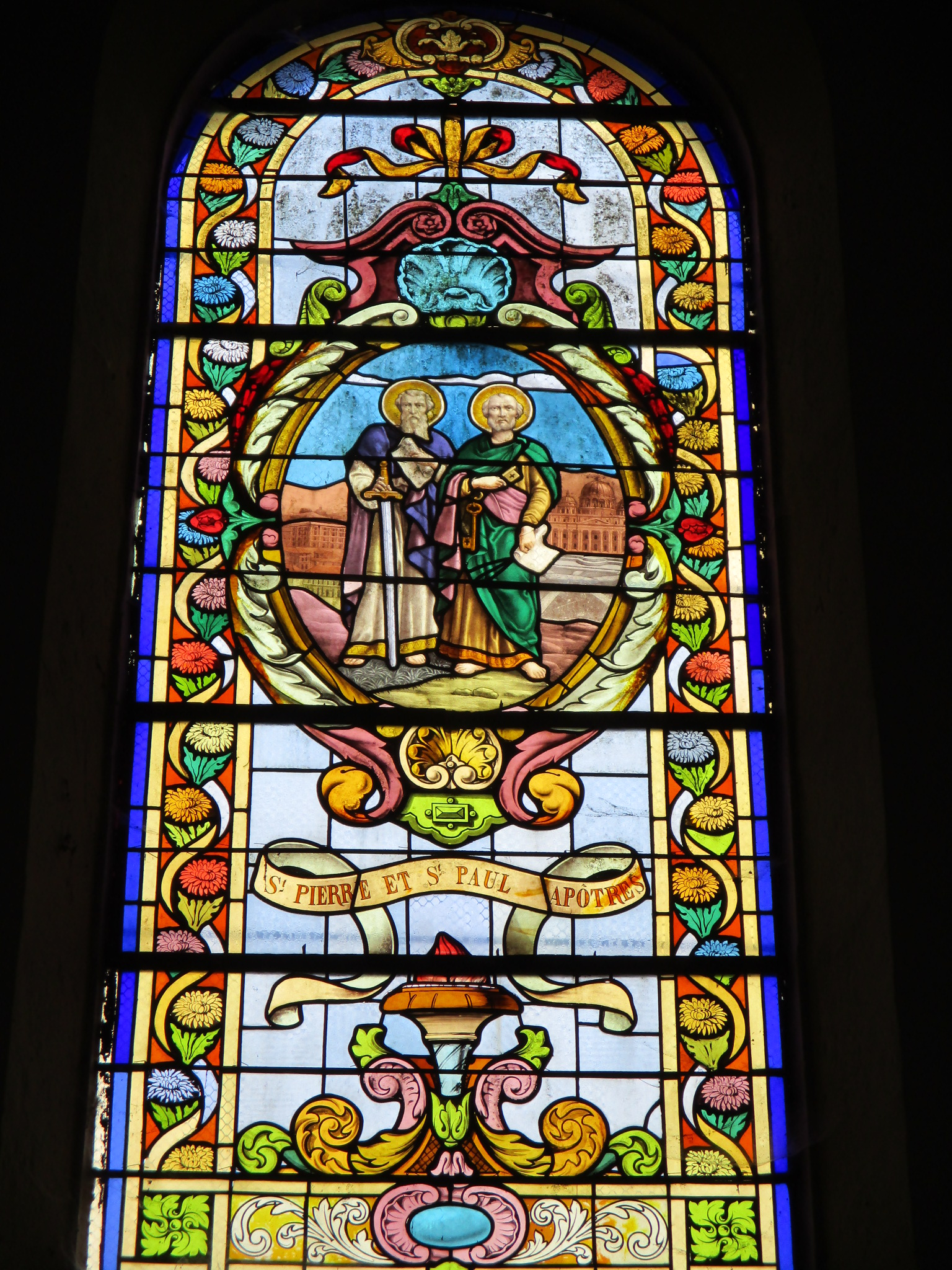
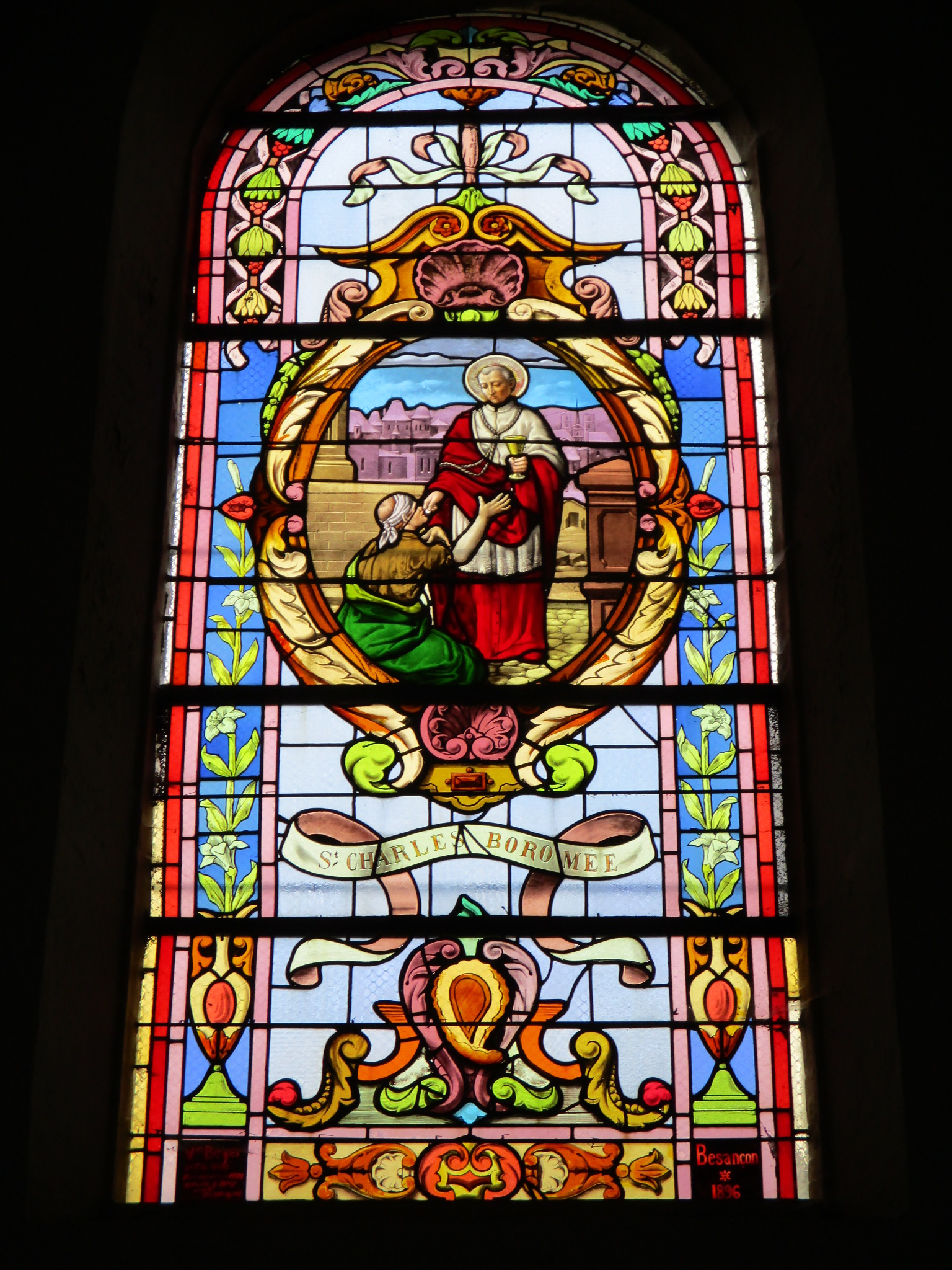
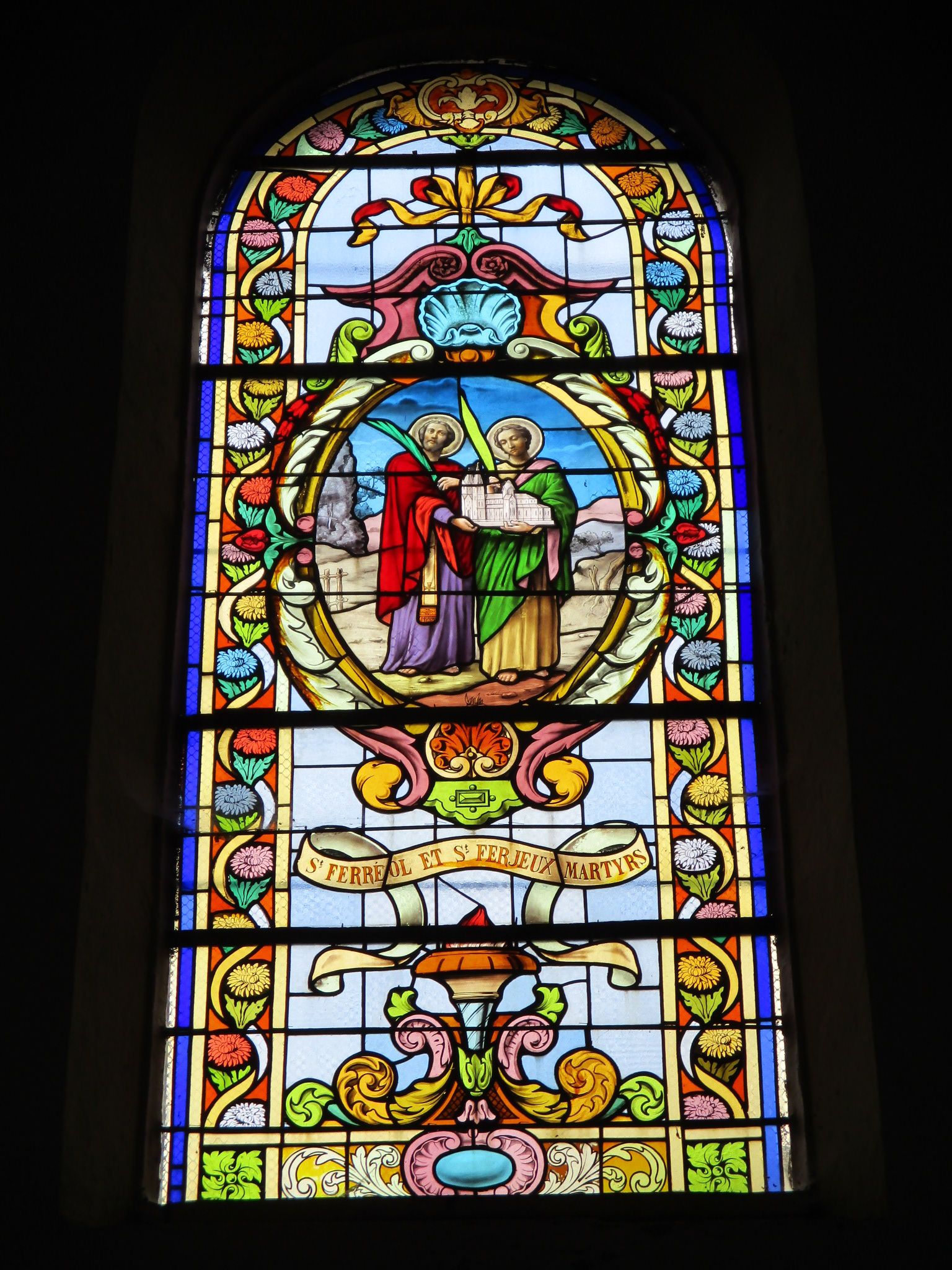
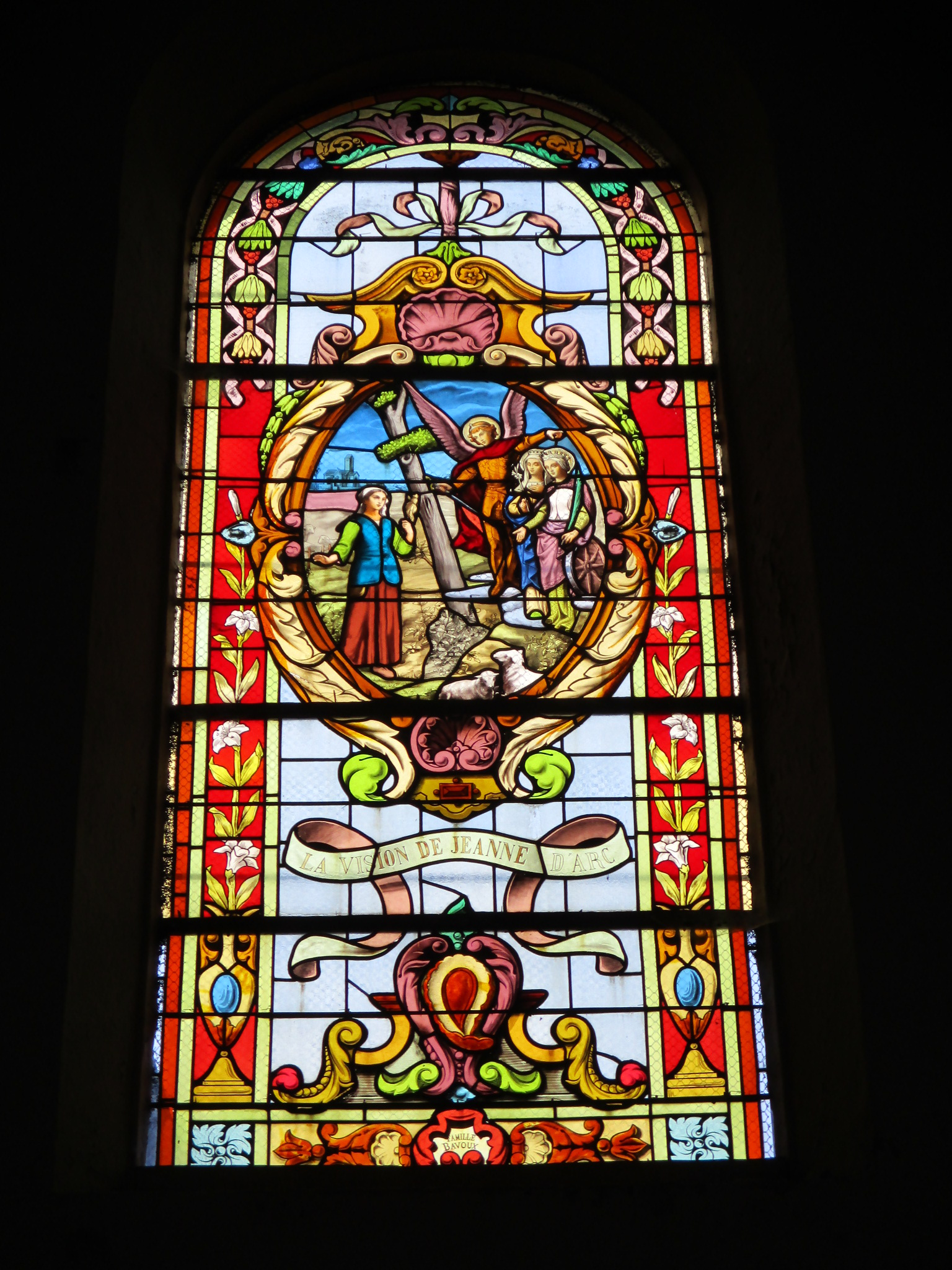
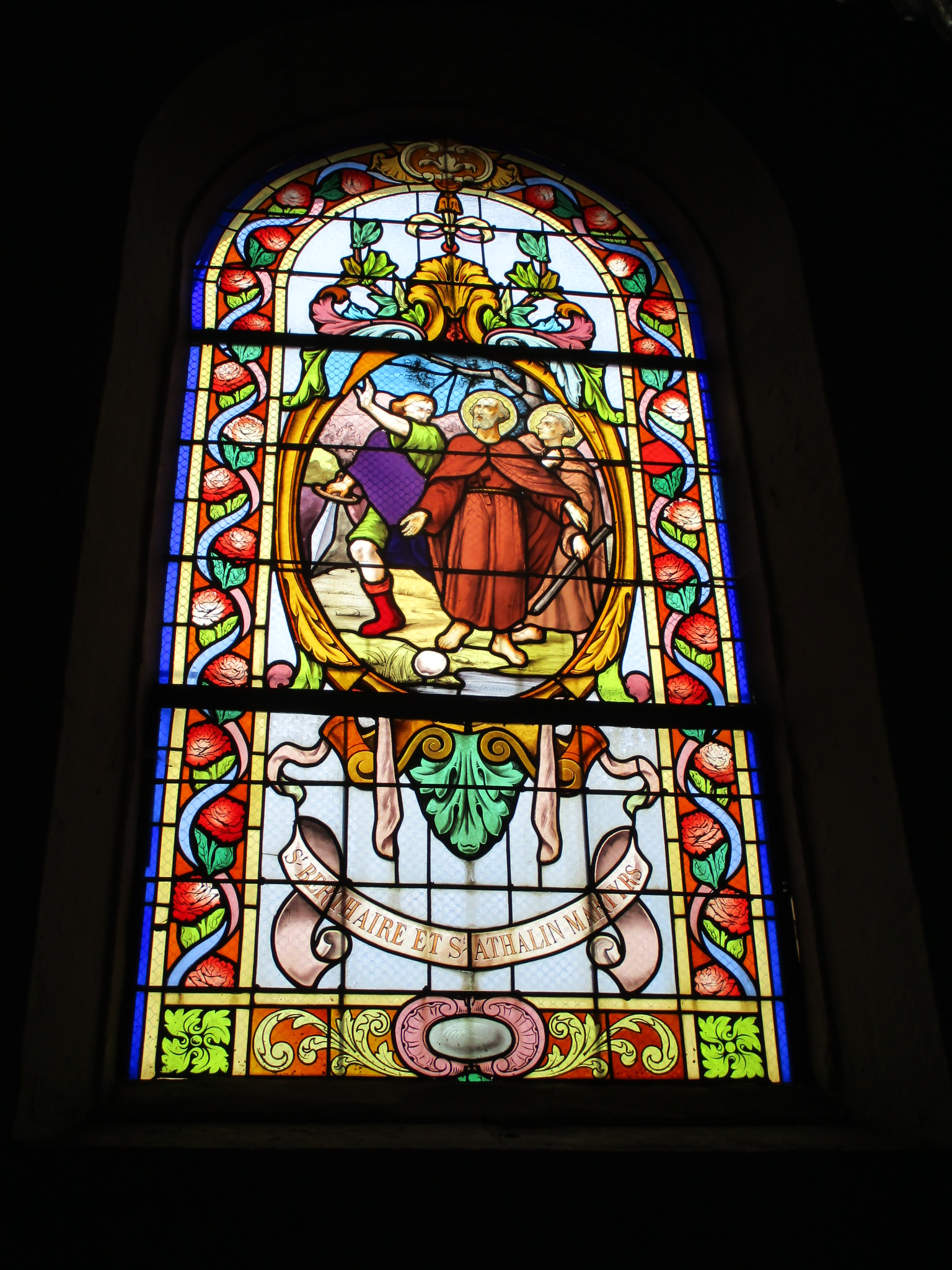

Quelques éléments de décor et d'Art chrétien
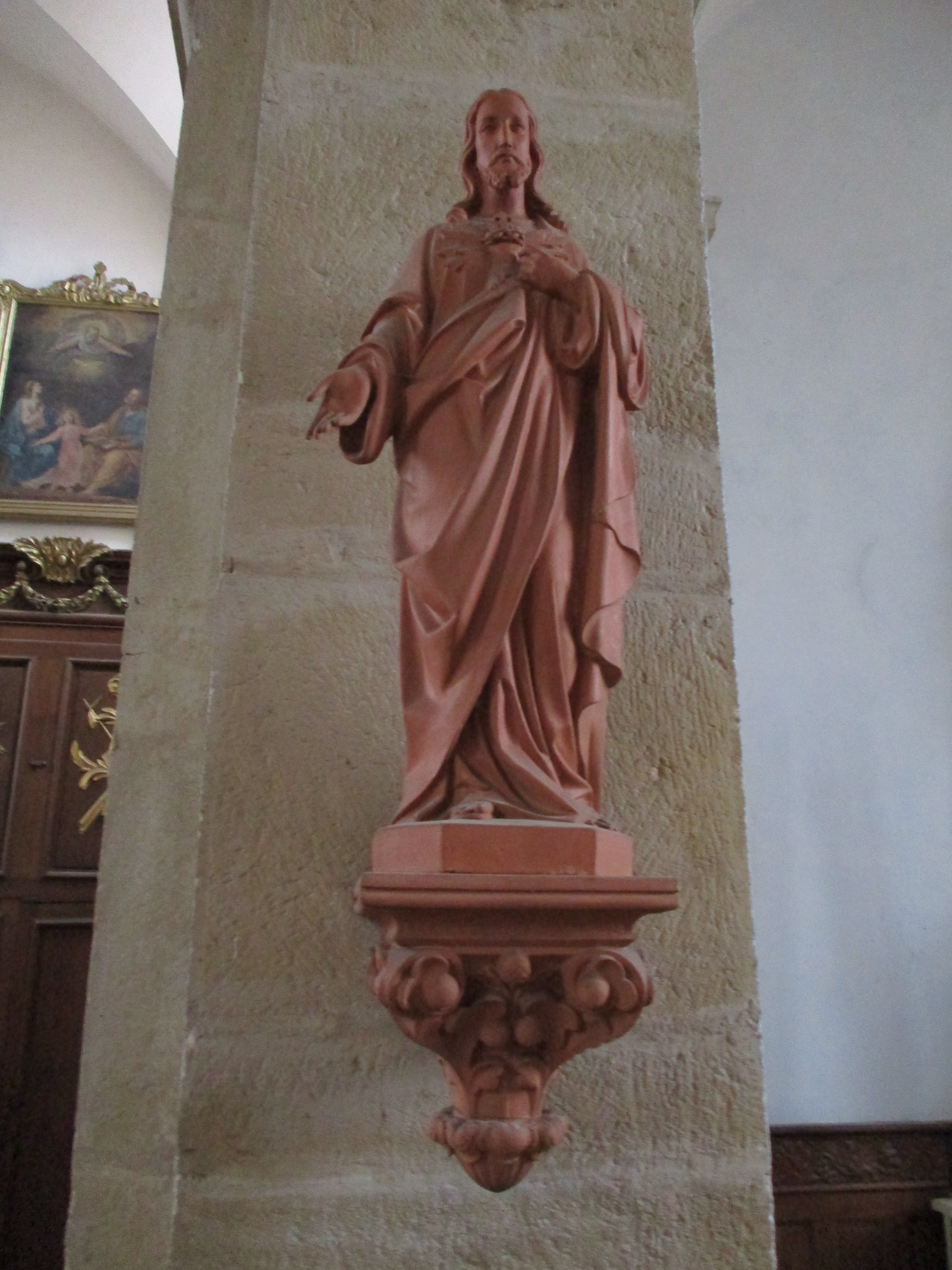
Le Christ
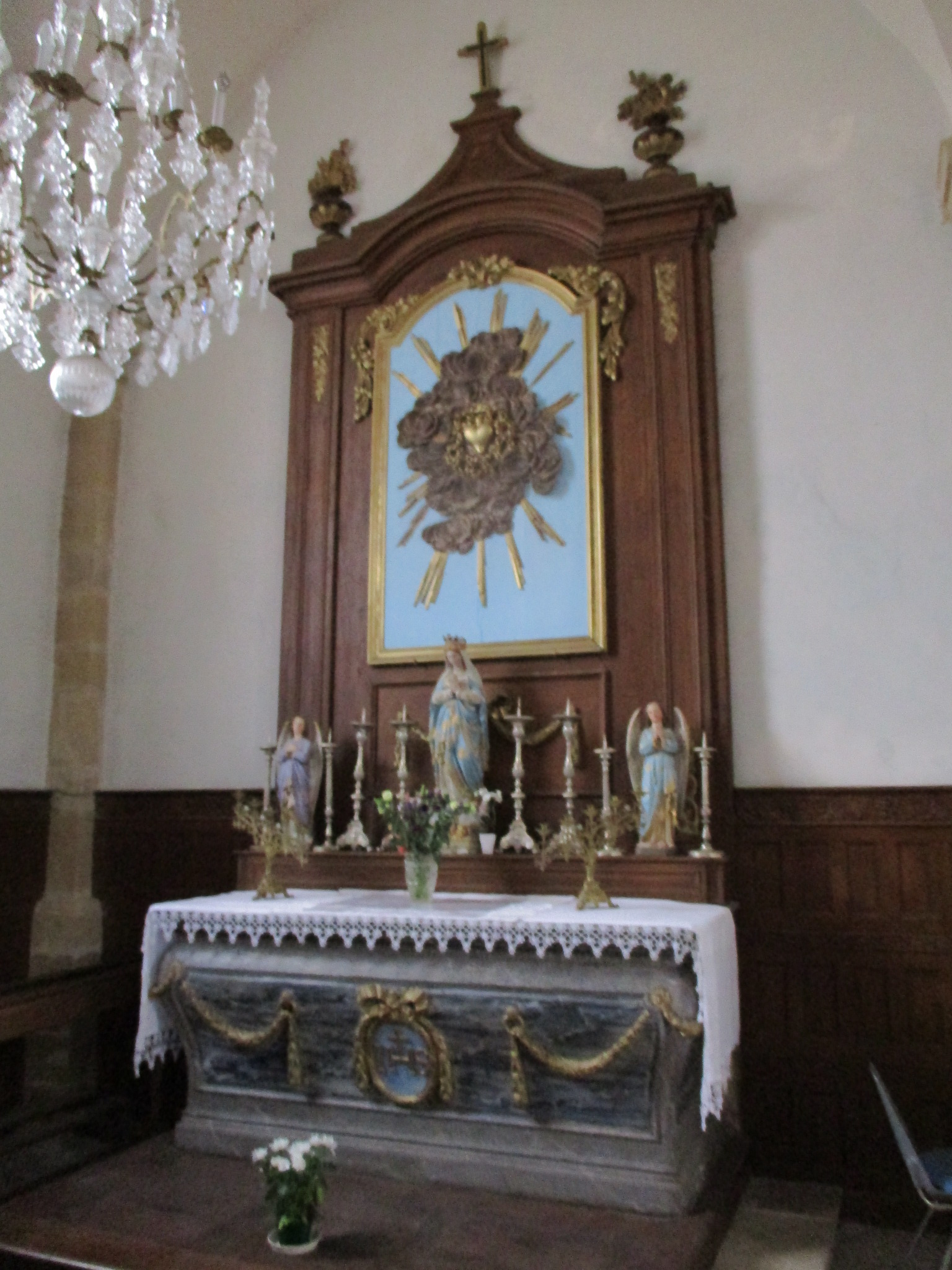
Marie
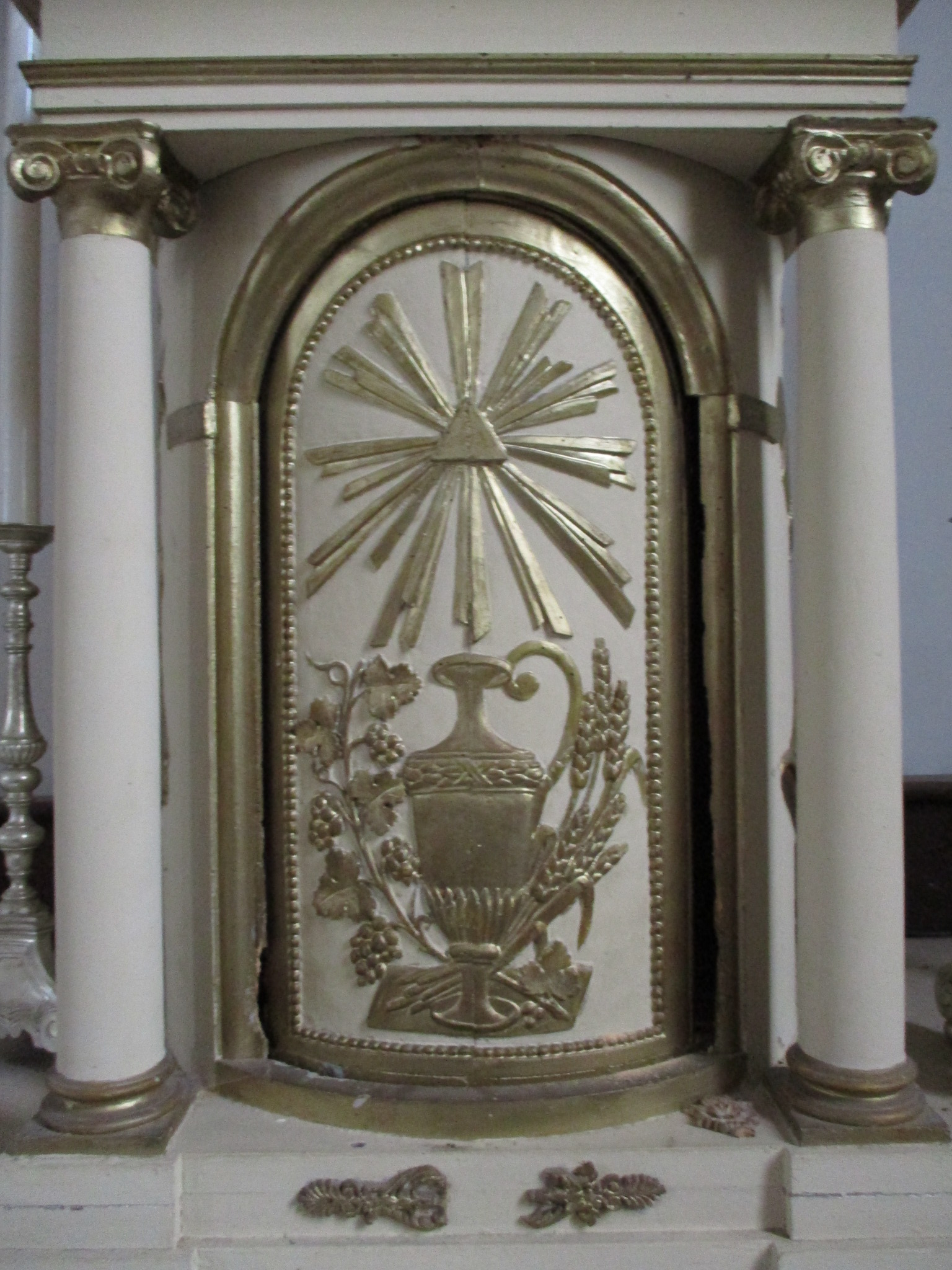
Tabernacle
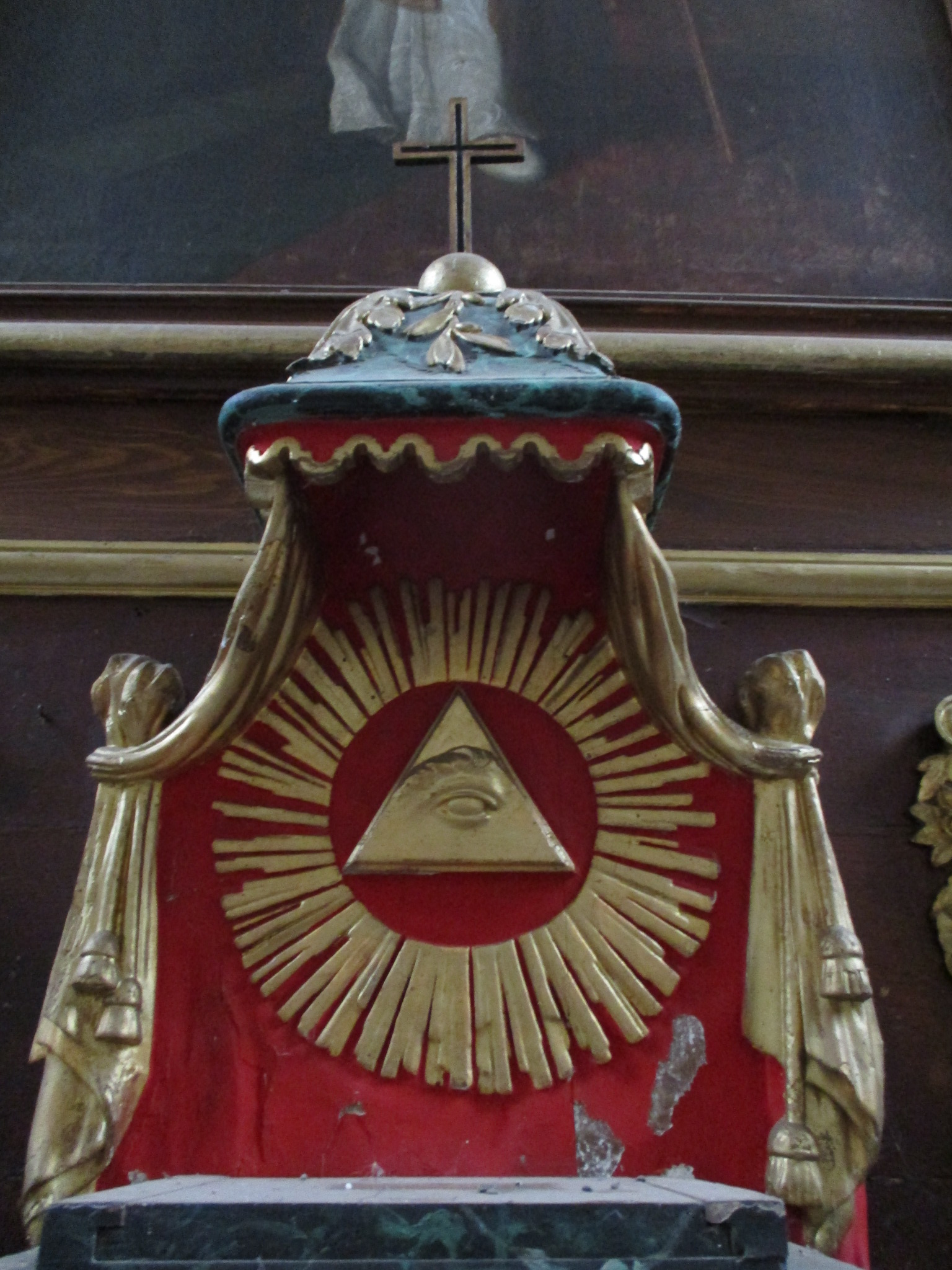
L'Œil de la Providence
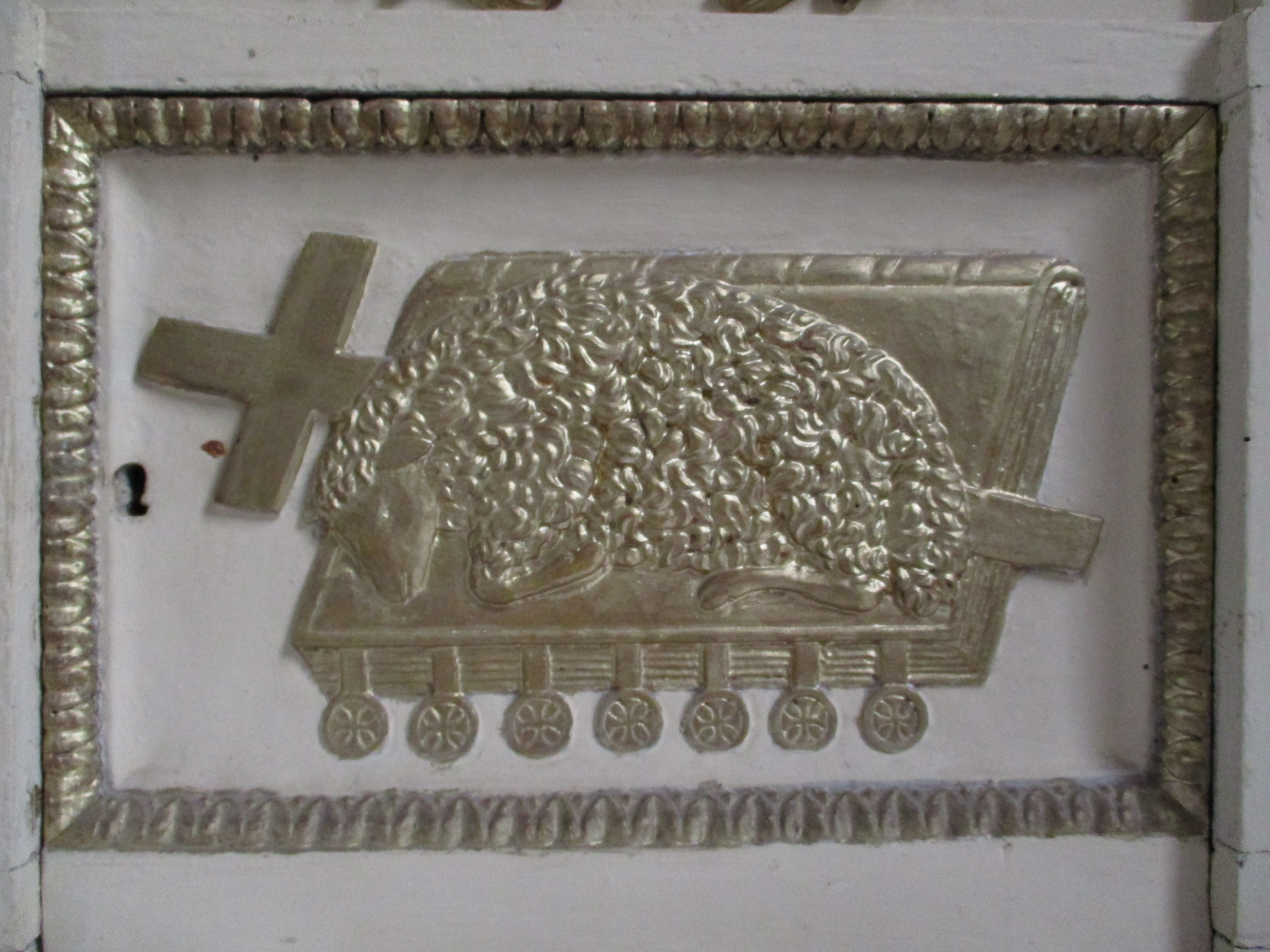
L'Agneau de Dieu
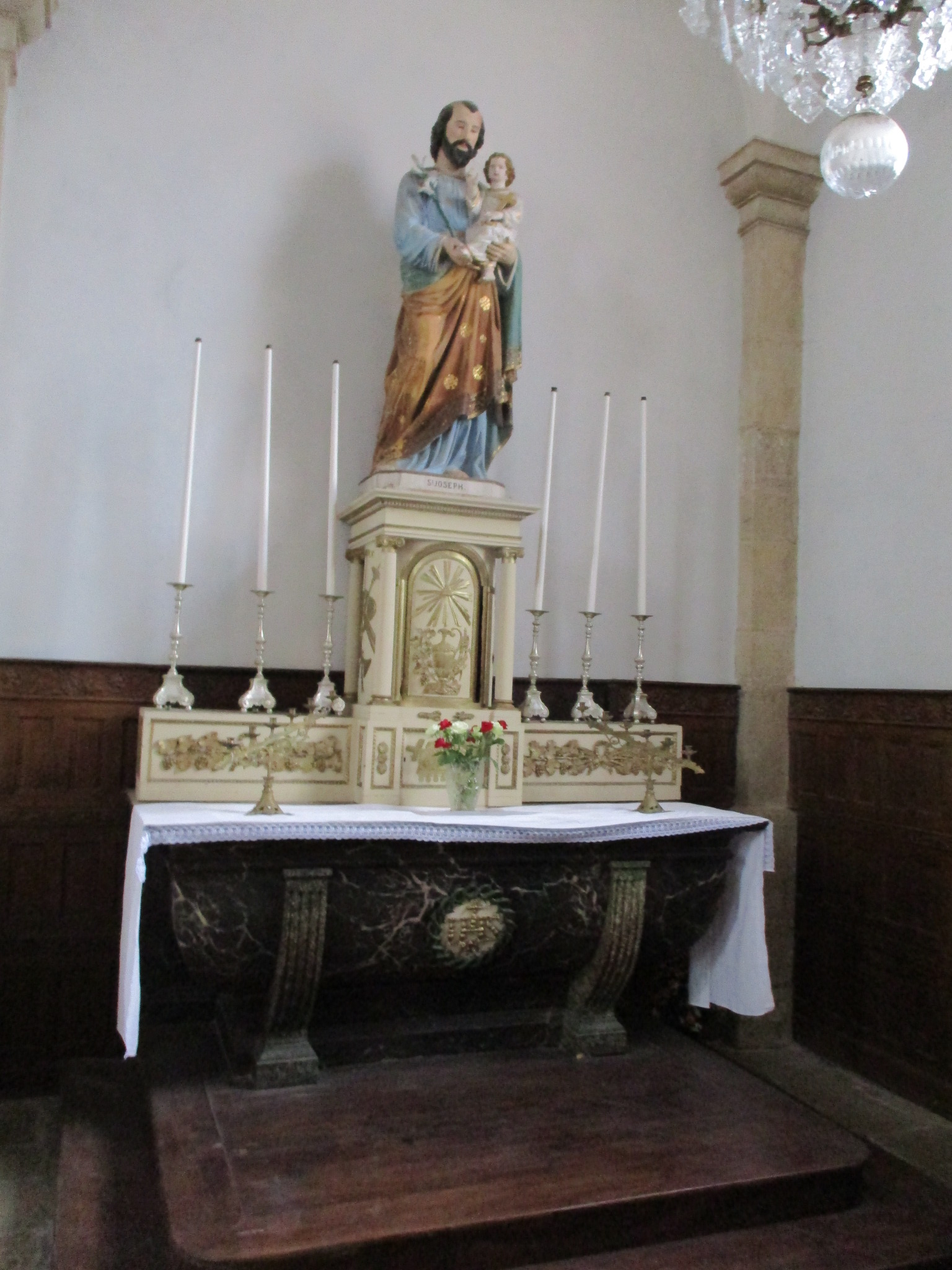
Joseph et fils